# کی ملور
کی ملور (انگلیسی: Kay Mellor؛ زادهٔ ۱۱ مهٔ ۱۹۵۱ – ۱۵ مهٔ ۲۰۲۲) فیلم‌نامه‌نویس و بازیگر اهل بریتانیا بود.
از فیلم‌ها یا برنامه‌های تلویزیونی که وی در آن نقش داشته‌است، می‌توان به در بستر هم‌آغوشی، خیابان کورونیشن، آناتومی گری، ورا، بیمارستان گود کارما، چیس و جین ایر اشاره کرد.

## مرگ
ملور در ۱۵مه ۲۰۲۲ در سن ۷۱سالگی درگذشت.